# Académie de Nantes
L’académie de Nantes est une académie créée à compter du 1er janvier 1962 par le décret du 12 décembre 1961. C'est la quatrième académie de France par sa population scolaire après celles de Versailles, Lille et Créteil.

## Organisation actuelle
L'académie regroupe cinq Directions des services départementaux de l'Éducation nationale représentant chacune un des départements de la région Pays de la Loire : Loire-Atlantique, Maine-et-Loire, Mayenne, Sarthe et Vendée. Son territoire est de 32 000 km2 et compte un peu plus de 3 500 000 d'habitants.
Katia Béguin est la rectrice de l'académie de Nantes depuis le 20 juillet 2022,.
L'académie de Nantes fait partie de la zone B.
L'académie de Nantes emploie plus de 70 200 agents dont 80 % d'enseignants. Elle scolarise plus de 700 000 élèves et apprentis ainsi qu'environ 139 000 étudiants.
En moyenne, l’équilibre enseignement public et enseignement privé s’établit autour du ratio 60 % -40 %.

## Histoire de l'académie de Nantes
L'académie de Nantes est créée en 1962, à partir de l'académie de Rennes (départements de la Mayenne, de la Loire-Atlantique, du Maine-et-Loire), de l'académie de Caen (département de la Sarthe) et de l'académie de Poitiers (département de la Vendée).

## Enseignement supérieur
L'enseignement supérieur compte autour de 115 000 étudiants dont plus de 50 000 à Nantes, plus de 35 000 à Angers, plus de 12 000 au Mans, près de 5 500 à La Roche-sur-Yon et près de 4 000 à Laval.
L'Université de Nantes possède deux antennes universitaires : le pôle universitaire de La Roche-sur-Yon et le pôle universitaire de Saint-Nazaire.
L'Université d'Angers possède deux antennes universitaires : le pôle universitaire de Cholet et le pôle universitaire de Saumur.
L'Université du Mans possède une antenne universitaire : le pôle universitaire de Laval.

## Autres services éducatifs
- Le centre régional de documentation pédagogique (CRDP).
- Le centre régional des œuvres universitaires (CROUS).
- La délégation régionale de l'Office national d'information sur les enseignements et les professions (DRONISEP).
- Le service régional de l'Union nationale du sport scolaire (UNSS).

## Les services d'information et d'orientation
- Service académique d'information et d'orientation (SAIO).
- Délégation régionale de l'Office national d'information sur les enseignements et les professions (DRONISEP).
- Vingt centres d'information et d'orientation (CIO).
- Cinq services universitaires d'information et d'orientation (SUIO).
- Deux cents conseillers d'orientation psychologue (COP).

## Structure de la formation professionnelle
- La délégation régionale académique à la formation professionnelle initiale et continue (DRAFPIC) et ses missions.
- La formation continue et insertion professionnelle (FCIP).

## Formation continue des adultes
- Réseau des GRETA et des espaces bilans.
- La formation des adultes au centre académique de formation continue (CAFOC).

## Service académique de validation des acquis (SAVA)
- Validation des acquis et de l'expérience (VAE).
- Validation des acquis de formation.

## Liste des recteurs
Les recteurs de l'académie de Nantes — nommés en conseil des ministres par le Président de la République, sur le rapport du Premier ministre et du ministre de l'Éducation nationale — sont :
- Max Schmitt, en janvier 1962 ;
- Jacques Bompaire, en juillet 1970 ;
- Pierre Delorme, le 3 juillet 1971 ;
- Claude Durand Prinborgne, le 23 juillet 1976 ;
- Yves Saudray, en janvier 1979 ;
- Marcel Bonvalet, le 5 août 1981 ;
- Jean-Claude Dischamps, en juillet 1985 ;
- Maurice Quénet, en novembre 1986 ;
- Michel Gayraud, le 1er février 1990 ;
- Jean-Claude Maestre, en octobre 1993 ;
- Daniel Bloch, le 30 juillet 1997 ;
- Jean-Pierre Bénéjam, le 25 novembre 1998 ;
- Annie Cheminat, le 8 décembre 1999 ;
- Bernard Dubreuil, le 3 juillet 2002 ;
- Paul Desneuf, le 12 juillet 2006 ;
- Gérald Chaix, le 11 juin 2008 ;
- William Marois, le 3 janvier 2013, précédemment recteur des académies de Nancy-Metz (1992-1997), de Rennes (1997-2000), de Montpellier (2000-2004), de Bordeaux (2004-2009) et de Créteil (2009-2013) ;
- Katia Béguin, le 20 juillet 2022, précédemment rectrice de l’académie d'Orléans-Tours[7].